# 청일초등학교 금평분교
청일초등학교 금평분교는 대한민국 강원특별자치도 횡성군 청일면 춘당리에 있었던 공립 초등학교이다.

## 연혁
- 1964년 12월 24일 청일초등학교 사곡분교장 설립 인가
- 1970년 12월 31일 금평국민학교로 승격
- 1972년 2월 29일 제1회 졸업식(24명)
- 1989년 3월 1일 금평분교로 격하
- 1996년 3월 1일 청일초등학교 금평분교로 개칭
- 2001년 3월 1일 폐교